# Valašské muzeum v přírodě
Valašské muzeum v přírodě – skansen na Morawskiej Wołoszczyźnie znajdujący się w mieście Rožnov pod Radhoštěm, w kraju zlińskim w Czechach. Obiekt założyli w 1925 roku bracia Alois i Bohumír Jaroňkové. To drugi najstarszy i zarazem największy skansen w Czechach. Poświęcony jest materialnej kulturze wołoskiej. W 1995 skansen został wpisany na listę narodowych zabytków kultury Republiki Czeskiej.
Muzeum składa się z trzech niezależnych części.

## Drewniane miasteczko
Drewniane miasteczko (cz. Dřevěné městečko) to najstarsza część skansenu, powstała w 1925 roku dzięki Bohumírowi Jaroňkovi, gdy przeniesiono tu z Rožnova pod Radhoštěm XVIII-wieczny ratusz z rynku i parę innych budynków. Z czasem uzupełniono kompleks o kolejne budynki. Przedstawiono sposób życia w małym miasteczku w okresie od połowy XIX wieku do pierwszej ćwierci XX wieku. W sezonie, w każdy weekend, odbywają się tu spotkania folklorystyczne i pokazy rzemieślnicze. Drewniane miasteczko jest również gospodarzem wielu międzynarodowych festiwali folklorystycznych i licznych imprez kulturalnych. Zwiedzanie z przewodnikiem trwa 45 minut, można je także zwiedzać indywidualnie. Wśród obiektów znajduje się także tradycyjna gospoda („Na posledním groši”), w której znajduje się restauracja z typowo czeskimi potrawami i piwem.

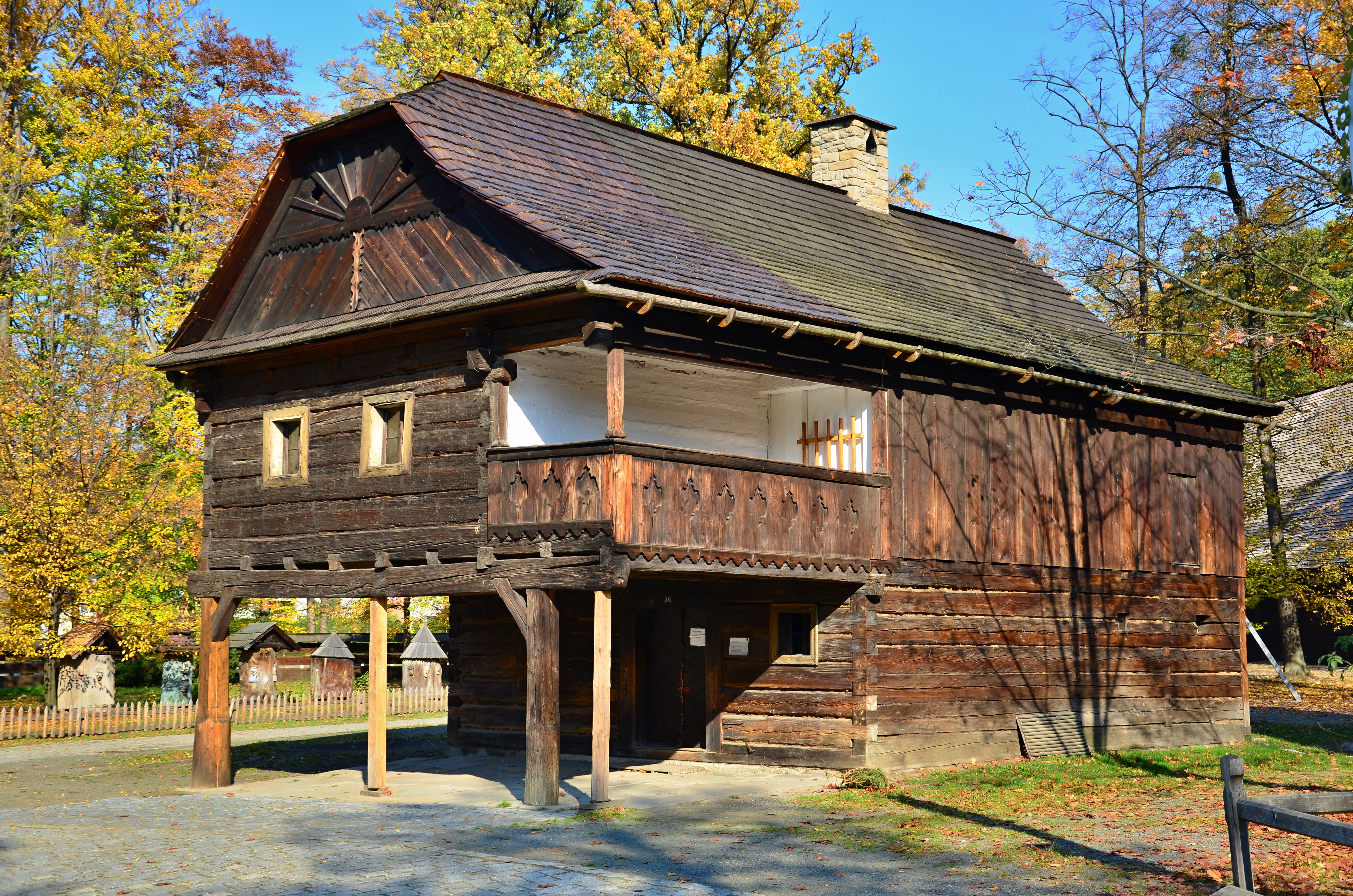
Dom mieszczański (tzw. Billův dům)
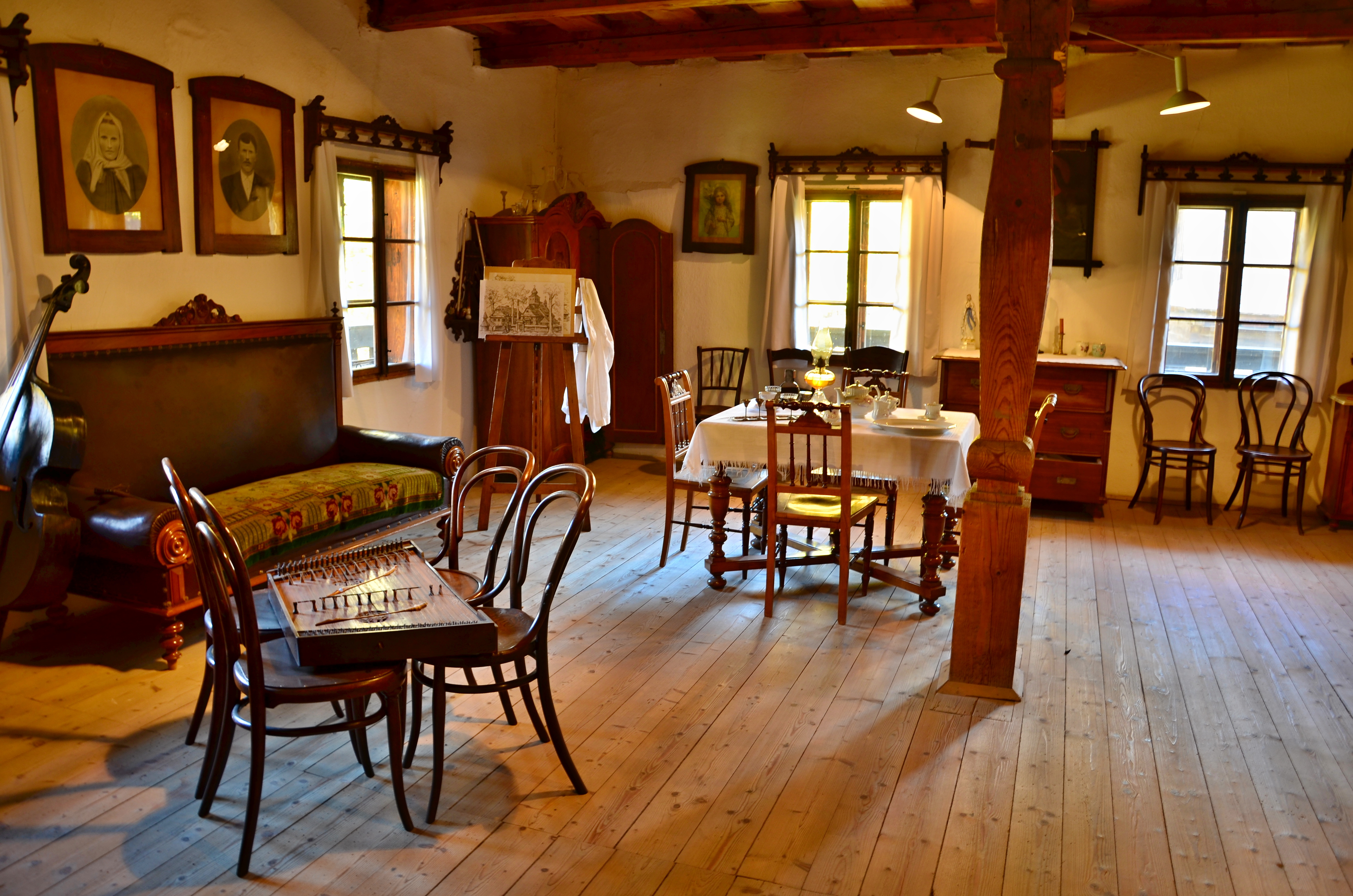
Wnętrze domu
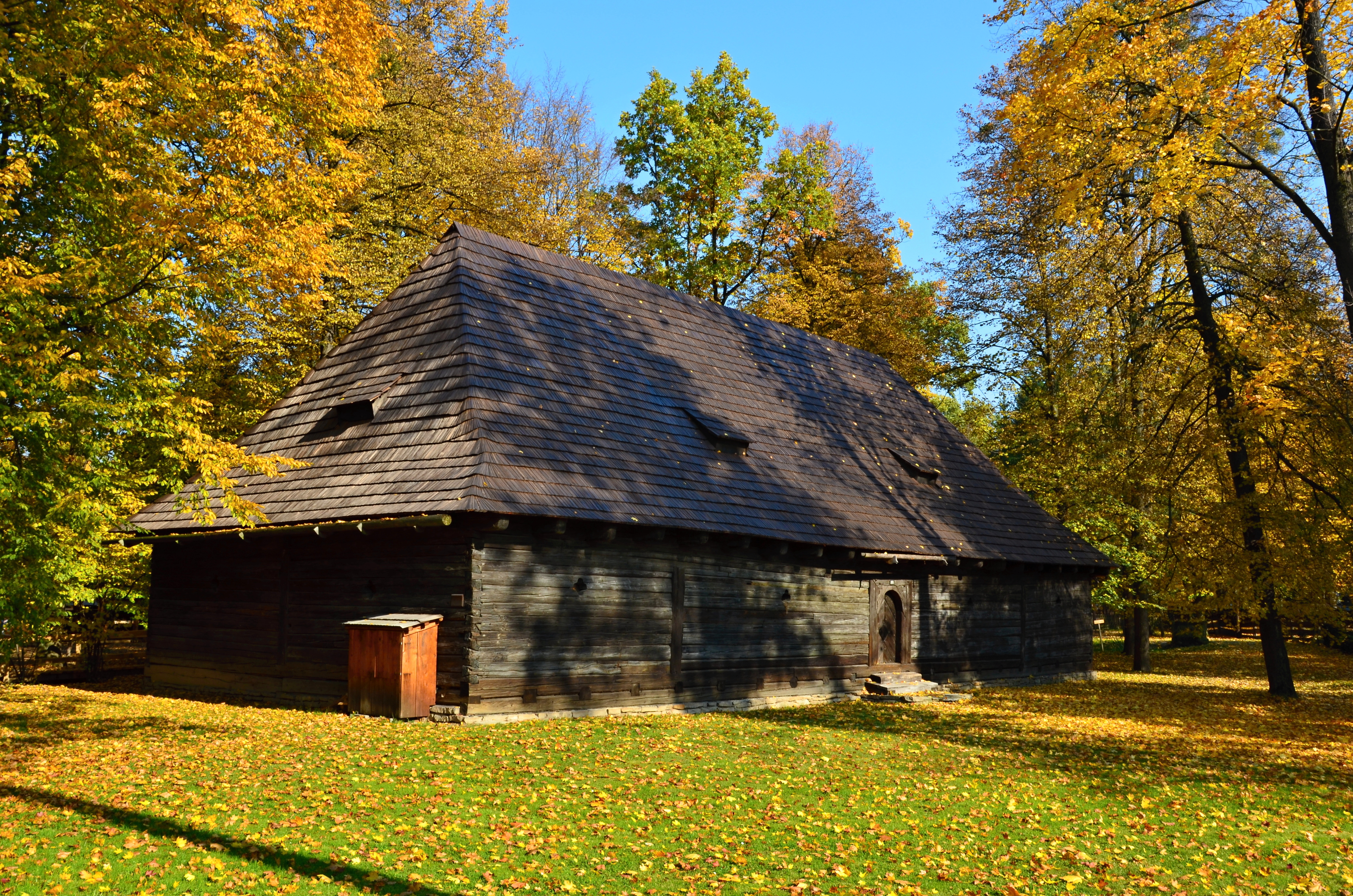
Spichlerz, Sucha Średnia
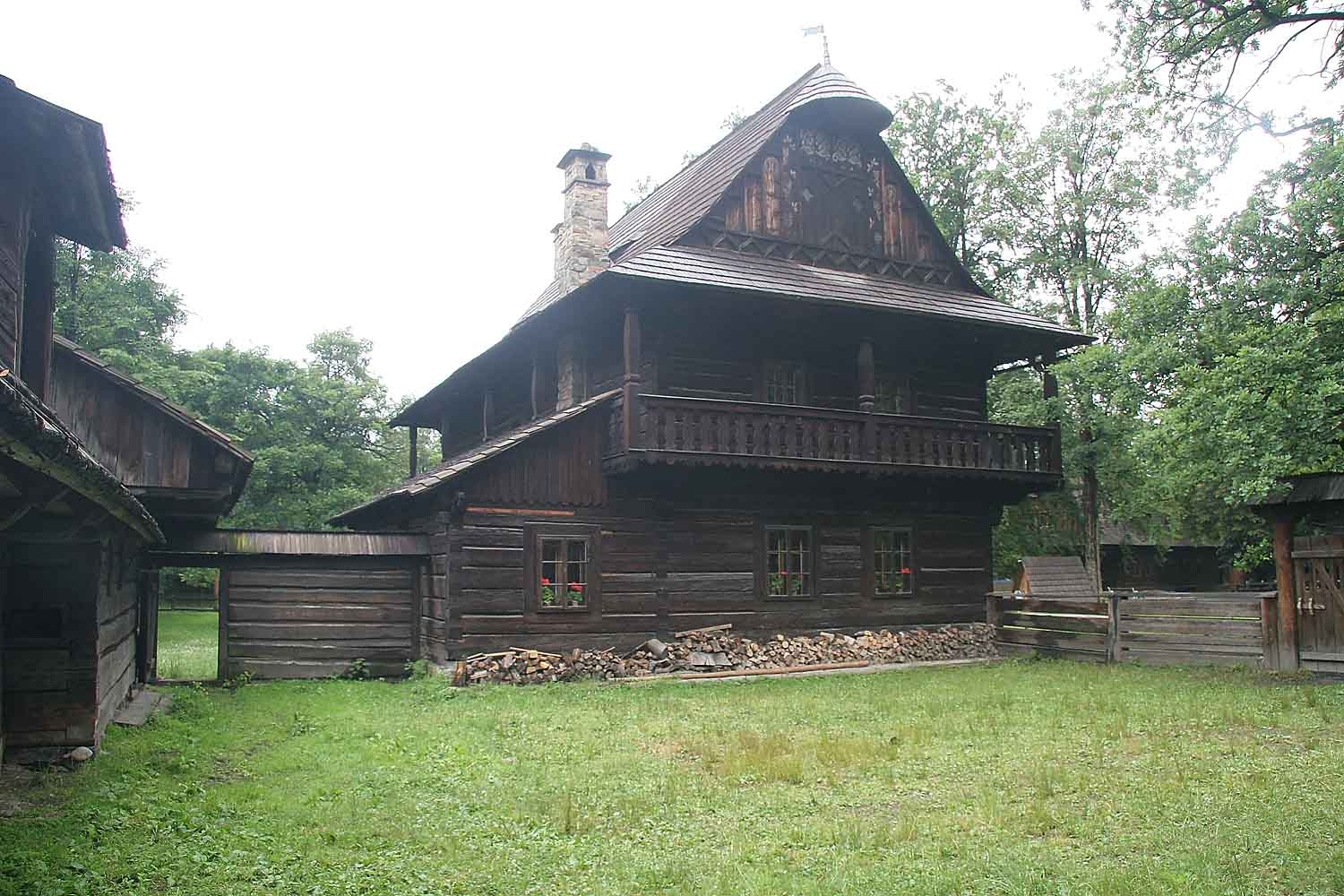
Dom wójta, Velké Karlovice
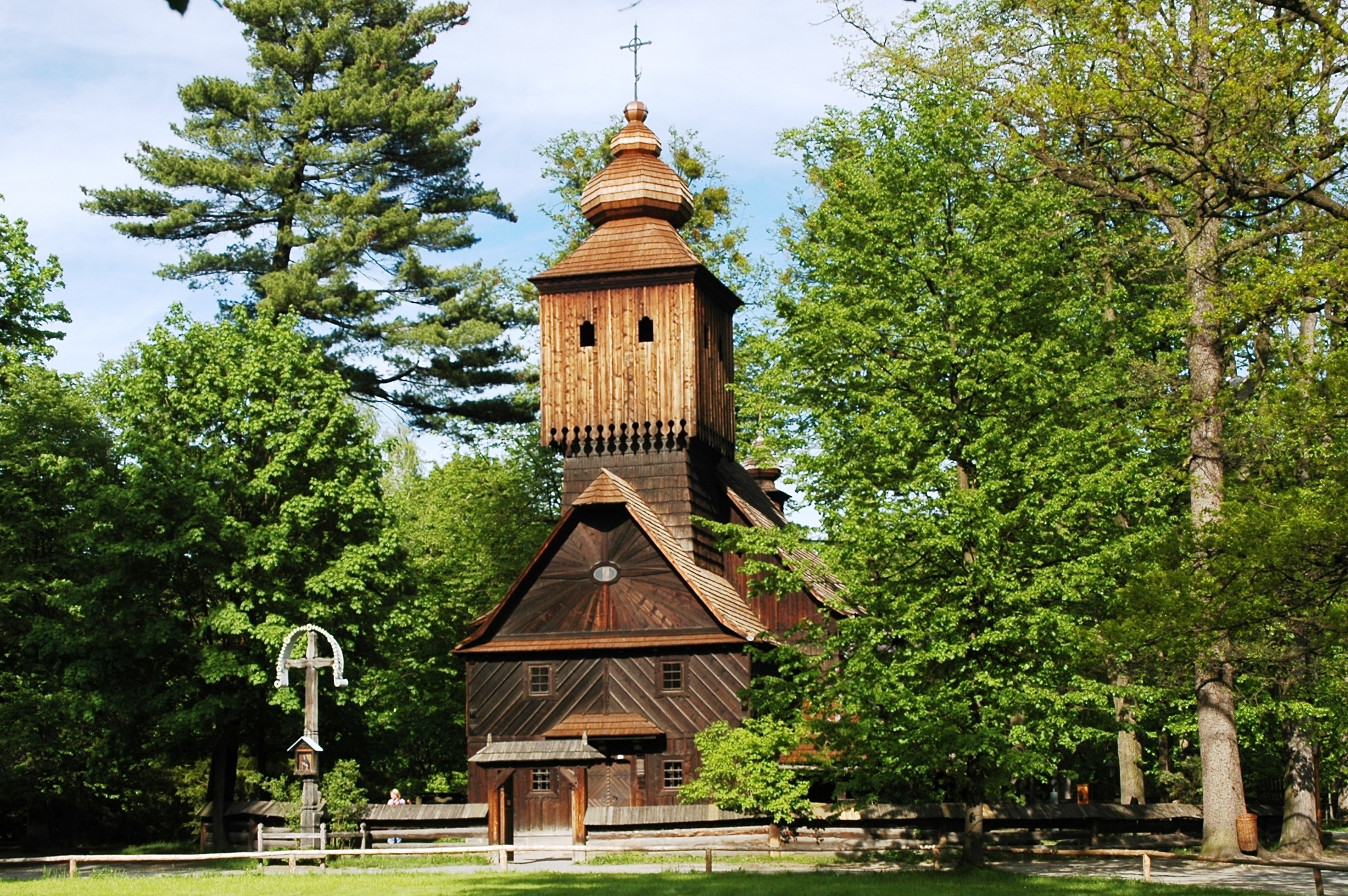
Kościół św. Anny
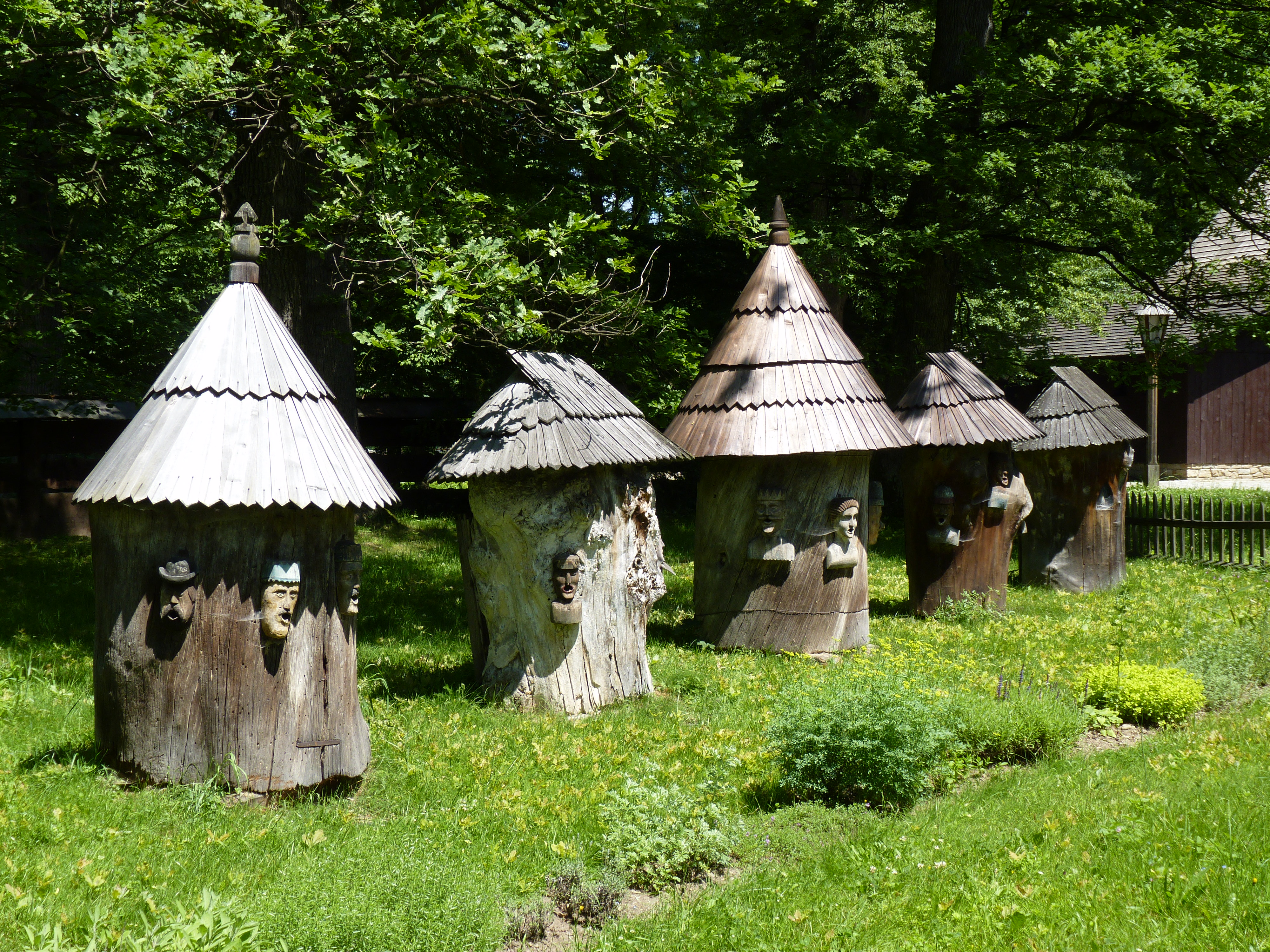
Ule

## Wołoska wioska
Wołoska wioska (cz. Valašská dědina) – pierwsze budynki pojawiły się tu w 1962 roku, a całość została udostępniona do zwiedzania w 1972. To największa część skansenu, zdecydowanie swą powierzchnią przerastając dwie pozostałe części. Udało się tu utworzyć typową wołoską wieś z ponad 70 obiektami, w tym szkołą, kuźnią, młynem, wiatrakiem, warsztatem kowala i zagrodami. Ze zbocza, na którym posadowiono skansenową wioskę, roztaczają się widoki na okolicę. Wnętrza domów mieszkalnych prezentują okres połowy XIX wieku. Zabudowa gospodarcza jest wzbogacona o tradycyjną hodowlę owiec rasy wołoskiej, bydła rogatego i drobiu oraz o uprawę lokalnych odmian drzew owocowych czy poletka z tradycyjnymi uprawami rolnymi.
Charakterystyczną cechą gospodarki na Morawskiej Wołoszczyźnie było wykorzystywanie nieużytków do sezonowego wypasu mniejszego bydła (owiec i kóz) – tzw. gospodarka szałaśnicza. W „Wołoskiej wiosce” możemy wyróżnić trzy typy gospodarki szałaśniczej: 1 – koliba z Černé hory (Czarnej Góry) koło Radhoště (Radhoszcza), 2 – bacówka z Karolinky – Rákošového, 3 – koliba na płozach. Ten ostatni typ, a więc koliba na płozach pochodzi z południowej części Morawskiej Wołoszczyzny, z gminy Nedašov, leżącej u stóp Białych Karpat. Przewożona była (również w ciągu lata) z miejsca na miejsce, w zależności od tego, na którym obszarze stała koszara (zagroda) z owcami.
W „Wołoskiej wiosce” cyklicznie odbywają się wydarzenia kulturalne, będące częścią wołoskiego roku: programy rzemieślnicze, obrzędowe, ożywiające stare technologie lub programy tematyczne dla szkół.

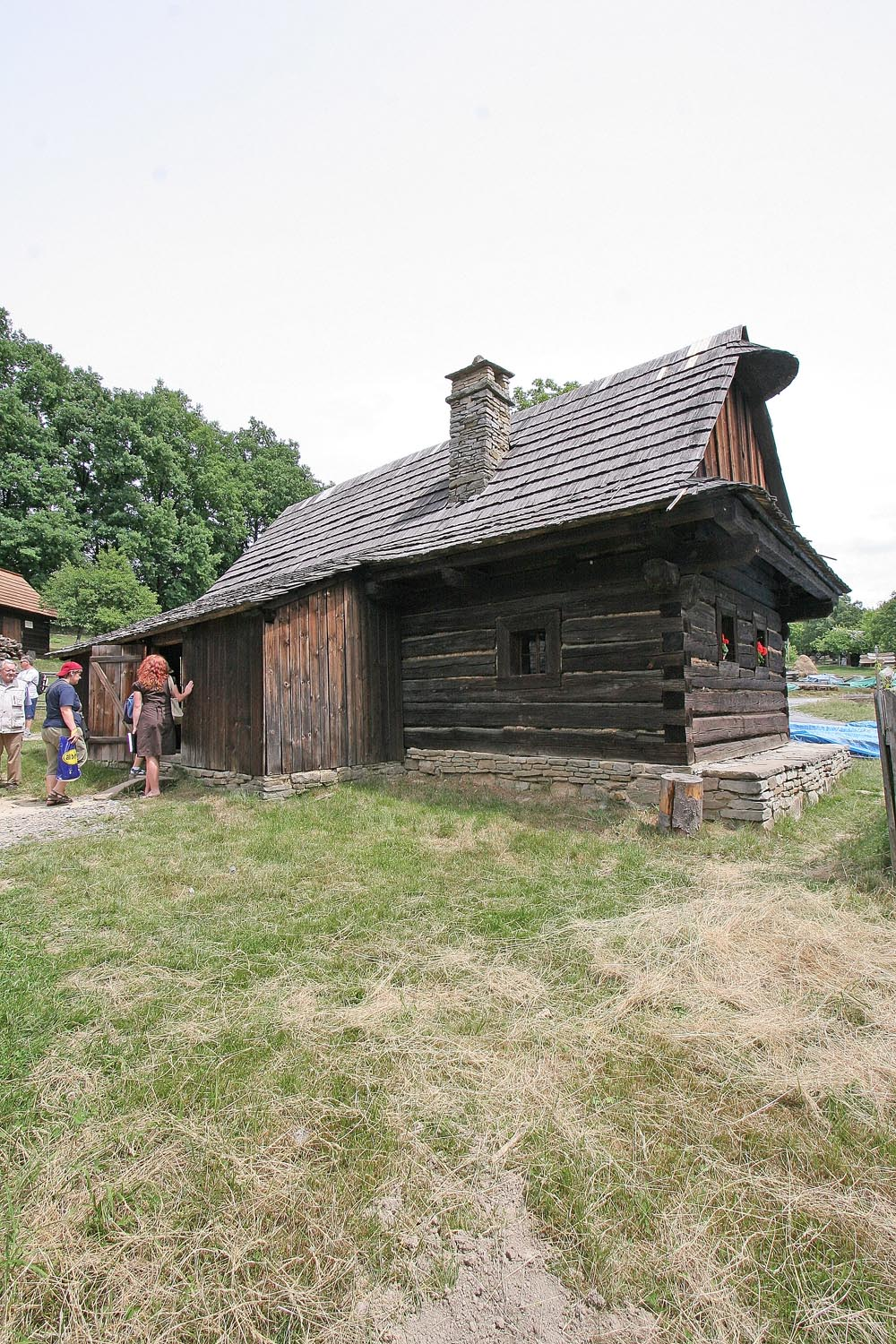
Chałupa, Horní Bečva
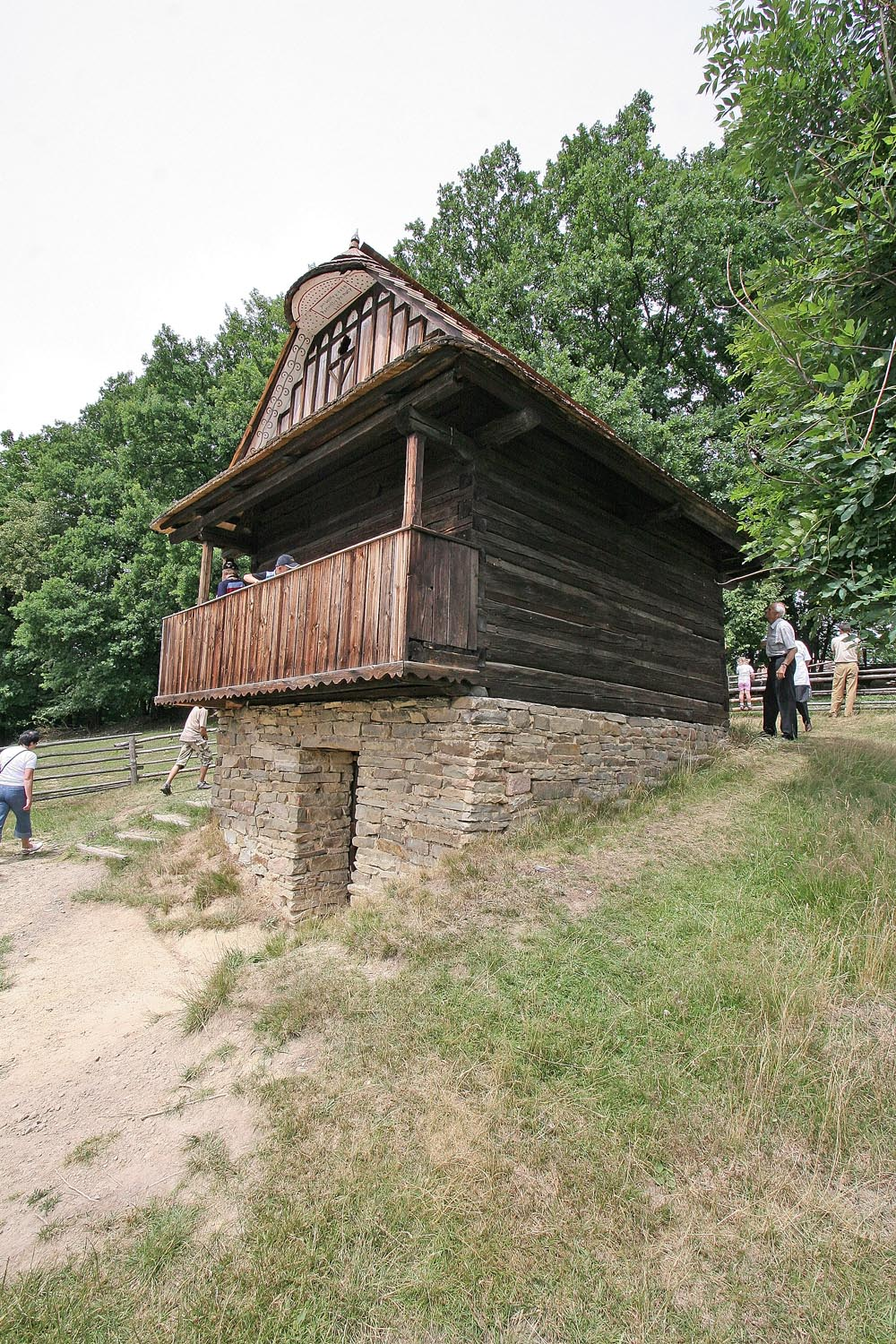
Komora i suszarnia owoców, Seninka
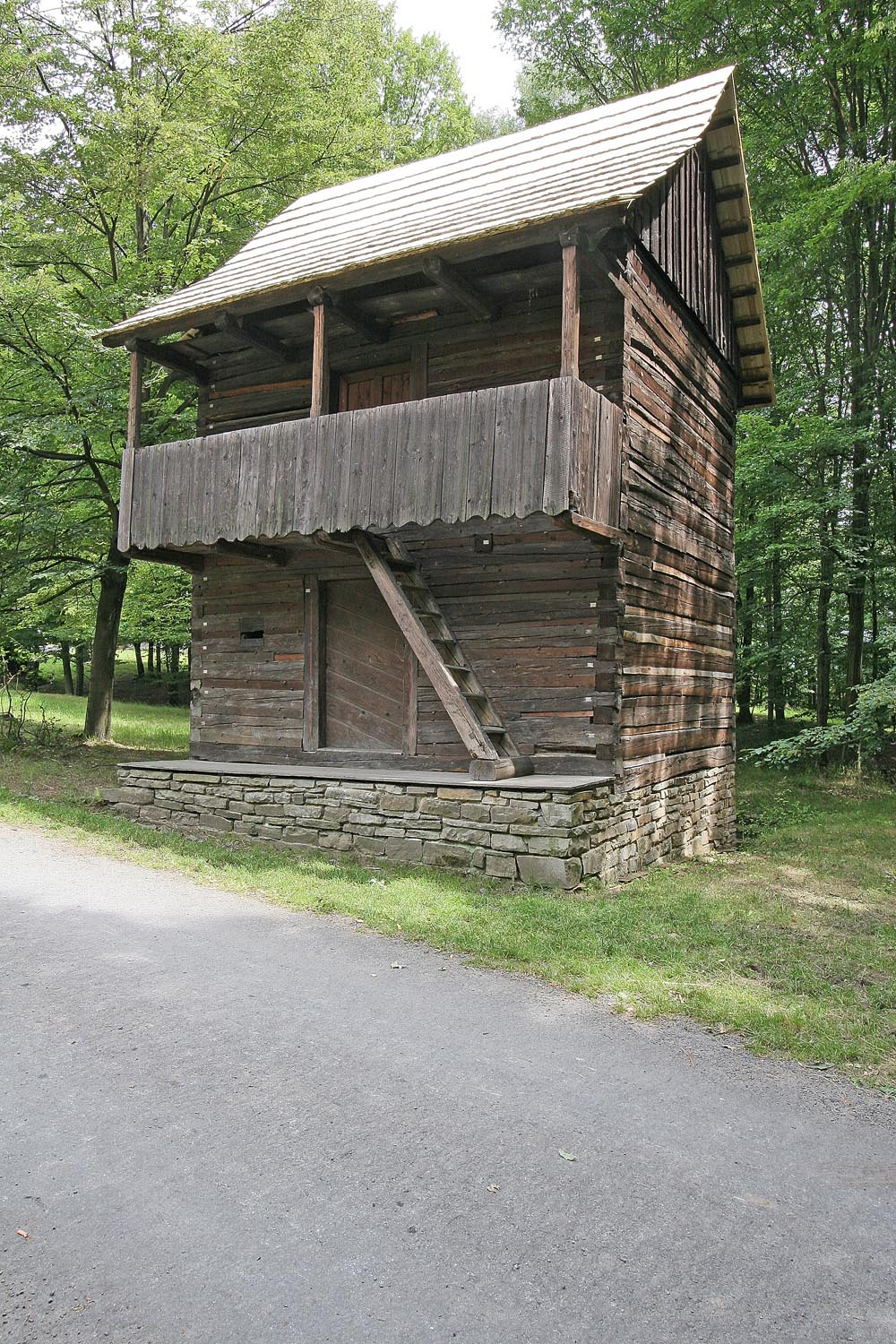
Spichlerz w gospodarstwie wójta, Lidečko
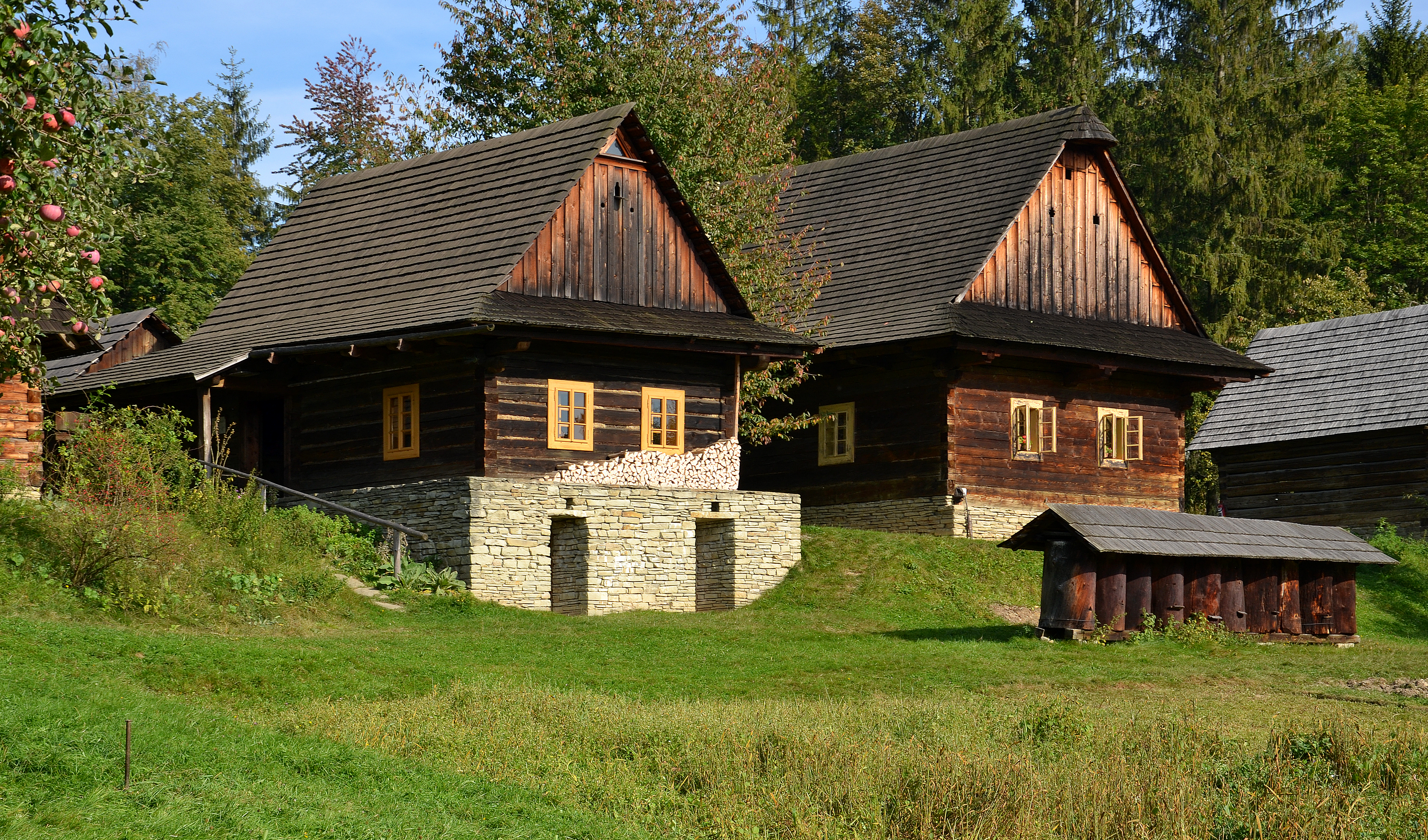
Gospodarstwo, Nový Hrozenkov
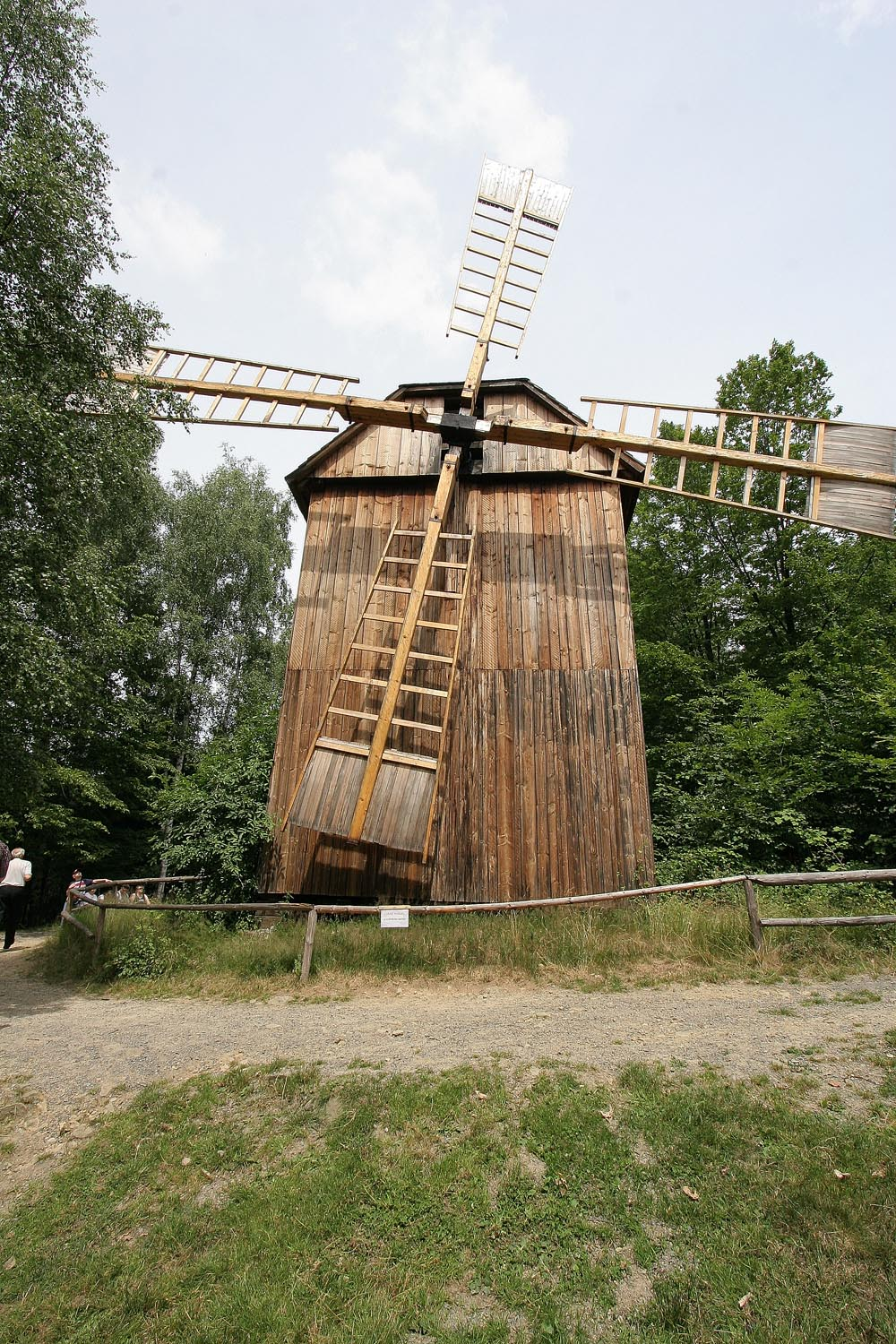
Wiatrak, Kladníky

## Młyńska dolina
Młyńska dolina (cz. Mlýnská dolina) – to najnowsza część skansenu otwarta w 1982. Możliwa do zwiedzania wyłącznie z przewodnikiem (czas zwiedzania – 1 godzina). Znajduje się tu kilka obiektów, które związane są z techniką i wykorzystaniem wody: młyn wodny z zabudowaniami gospodarskimi, folusz do produkcji sukna, trak do cięcia pni na deski, olejarnia, kuźnia, kuźnia z młotem napędzanym kołem wodnym, wozownia, zabudowania mieszkalne robotnika leśnego i interaktywny obiekt tzw. „żywy dom".
Olejarnia z Brumowa jest przykładem wykorzystywania sił ludzkich do uzyskania potrzebnego oleju z pestek i nasion, zaś kuźnia z miejscowości Horní Lideč dokumentuje pracę rzemieślników, pracujących z żelazem. Najważniejszym obiektem jest rekonstrukcja kuźni z Ostrawicy, napędzanym kołem wodnym, której młot i miech tłoczący powietrze do pieca pracują dzięki sile wody. Układ czynnej kuźni uzupełniają: obiekt wozowni z Ostrawicy ze stałą ekspozycją „Środki transportu na Wołoszczyźnie” i proste zabudowania mieszkalne robotnika leśnego z Trojanowic. Całą kompozycję dopełnia mała dzwonnica z bali drewnianych, pochodząca z Dolnej Beczwy. Częścią muzeum jest też rekonstrukcja tzw. „żywego domu" służącego prowadzeniu prezentacji i lekcji w autentycznej scenerii. Zadaniem "Młyńskiej doliny" jest prezentowanie prawdziwych zabudowań wraz z ich działającym wyposażeniem tak, aby zwiedzający mogli obserwować: spilśnianie sukna, mielenie zboża, przecieranie drewna na deski, tłoczenie oleju, oczyszczanie surowego żelaza, a następnie wyrób narzędzi żelaznych.

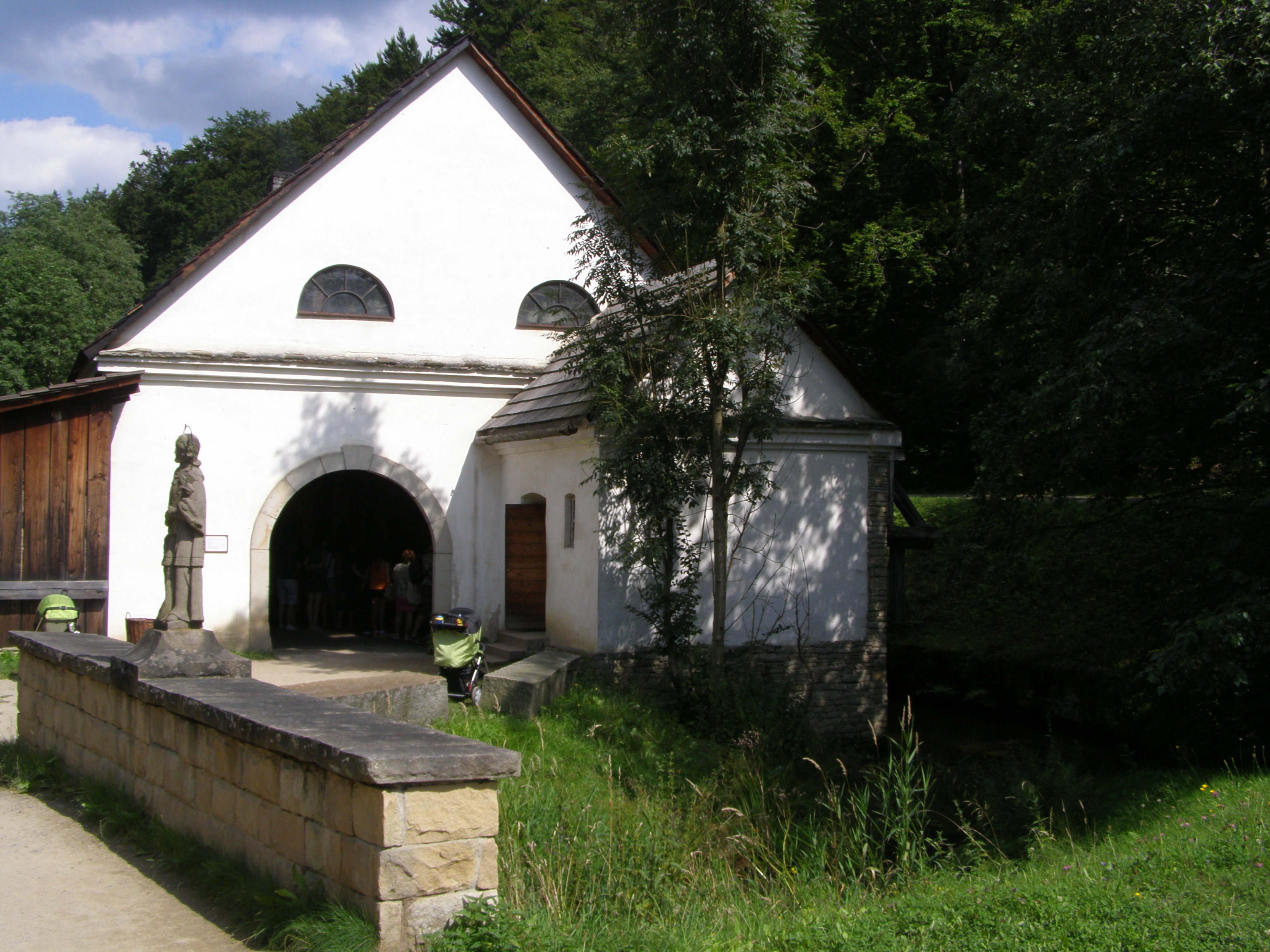
Kuźnia z młotem z Ostrawicy
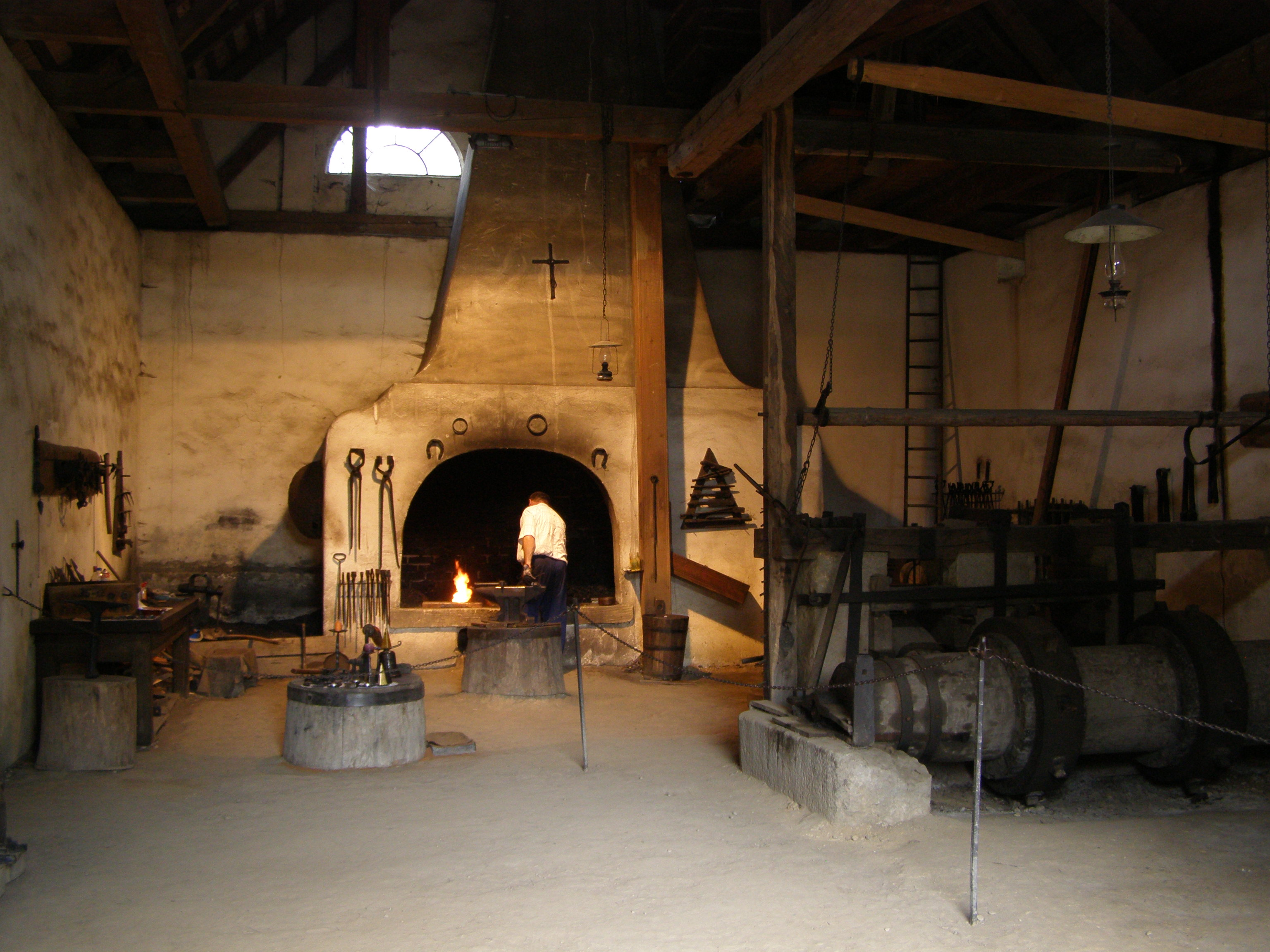
Wnętrze kuźni
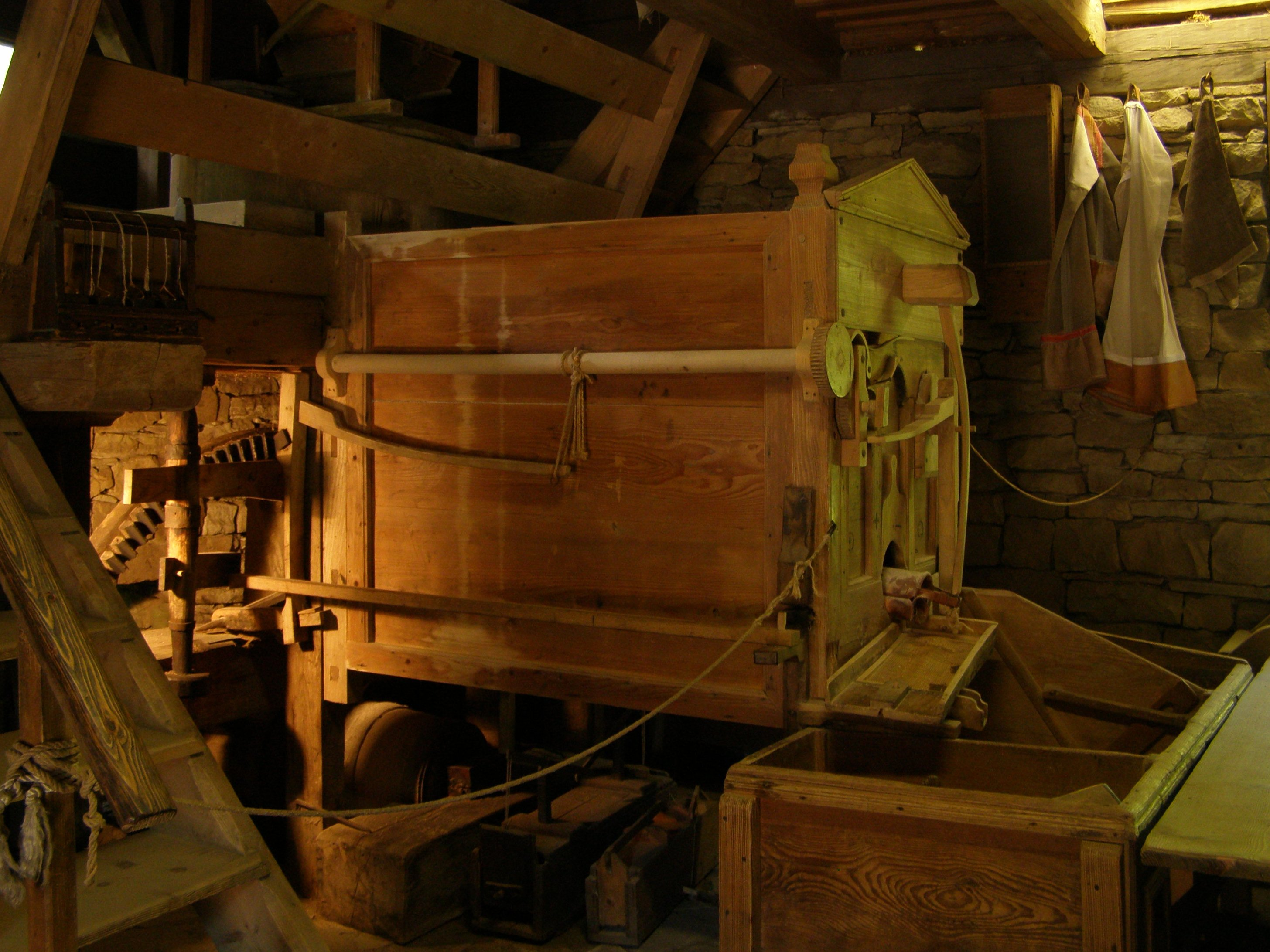
Mąka w młynie, Velké Karlovice
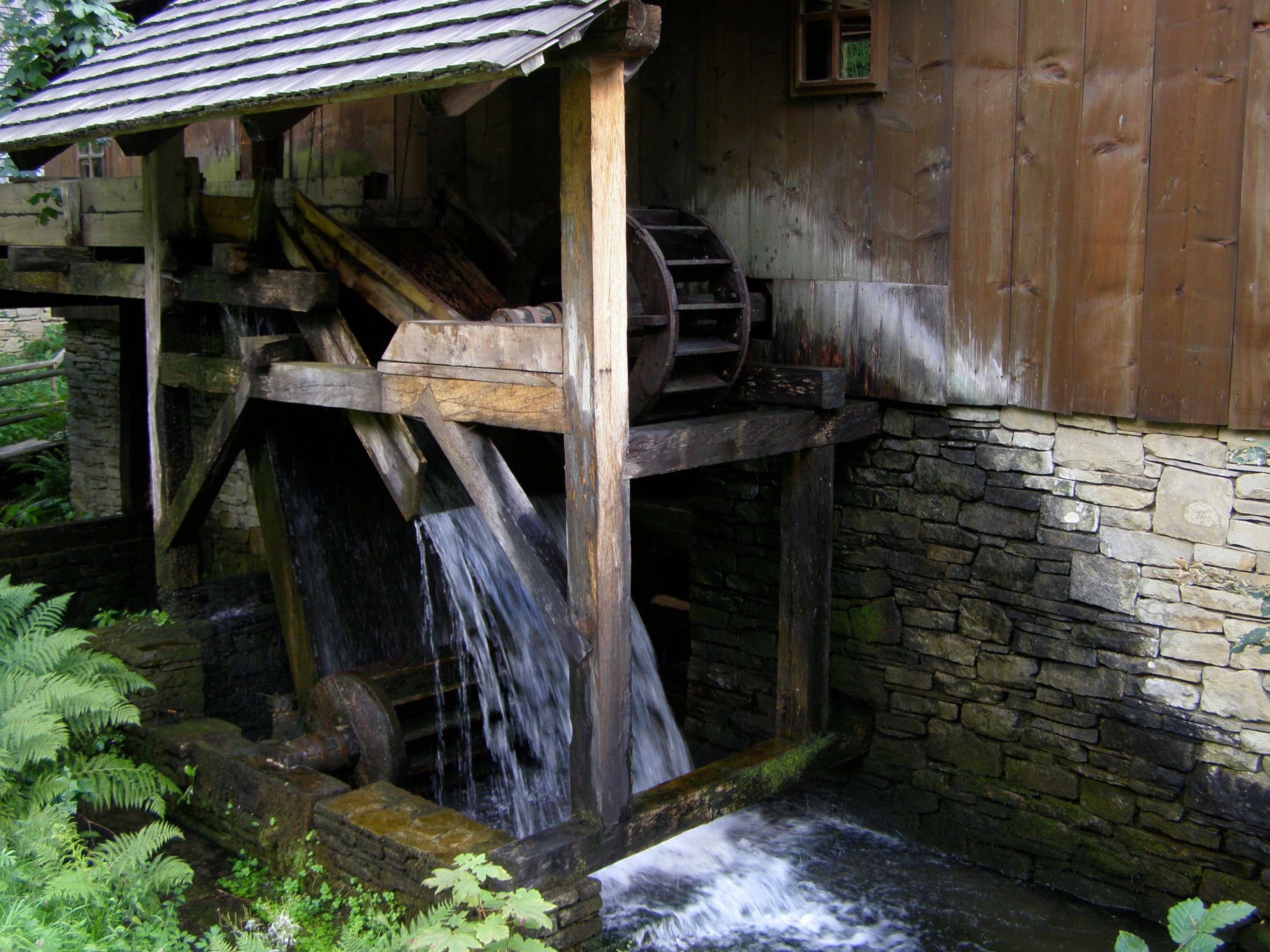
Młyn wodny, Velké Karlovice
- Kucie gwoździ – Młyńska Dolina, kuźnia.